# ثنائي ميثيل الإيثر
ثنائي ميثيل الإيثر (كما يعرف باسم الإيثر الميثيلي ويرمز له اختصاراً DME من Dimethyl ether) هو مركب عضوي له الصيغة المجملة C2H6O والصيغة المفصلة CH3OCH3، وهو عبارة عن غاز عديم اللون. يعد مركب ثنائي ميثيل الإيثر أبسط الإيثرات، وله العديد من التطبيقات المهمة.

## التحضير
يحضر ثنائي ميثيل الإيثر من بلمهة الميثانول، وبهذه الطريقة أنتج حوالي 50 ألف طن سنة 1985 في أوروبا الغربية.
{\displaystyle \mathrm {2\ CH_{3}OH\ \longrightarrow \ (CH_{3})_{2}O\ +\ H_{2}O} }
يمكن الحصول على الميثانول من غاز الاصطناع، كما يمكن الحصول على الميثانول من الكتلة الحيوية. حالياً هناك تطويرات في العملية بحيث يمكن إنتاج الميثانول وإجراء عملية بلمهة له في نفس الوحدة.

## الخصائص
إن مركب ثنائي ميثيل الإيثر عبارة عن غاز عديم اللون في الشروط العادية من الضغط ودرجة الحرارة، وتأثيره المخدر ضعيف مقارنة مع مركبات إيثرية أخرى، وهو غير سام، لكنه سريع الاشتعال. يتسيل الغاز عند -24 °س، وتبلغ حرارة الغليان له عند نقطة الغليان 21.51 كيلوجول/مول.
يبلغ عزم ثنائي القطب للمركب 1.30 ديباي، ولديه قابلية جزئية للانحلال في الماء.

## الاستخدامات

### الكيمياء العضوية
من المجالات واسعة الاستخدام لمركب ثنائي ميثيل الإيثر هي استخدامه من أجل تحضير كبريتات ثنائي الميثيل، والذي يعد من الكواشف العضوية المهمة، وذلك من خلال التفاعل مع ثلاثي أكسيد الكبريت:
{\displaystyle \mathrm {SO_{3}\ +\ CH_{3}\!-\!O\!-\!CH_{3}\rightarrow (CH_{3})_{2}SO_{4}} }
كما يستخدم DME كمذيب عضوي في التفاعلات الحاصلة عند درجات حرارة منخفضة (أقل من -23 °س). يستخدم DME أيضاً كمركب طليعي من أجل تحضير رباعي فلوروبورات ثلاثي ميثيل الأوكسونيوم.

### إنتاج الألكينات
يعد ثنائي ميثيل الإيثر مركب وسطياً في إنتاج الألكينات مثل الإيثيلين أو البروبيلين من الميثانول أو الميثان (الغاز الطبيعي)، وذلك بواسطة تقنية ميثانول-إلى-أوليفين Methanol to Olefins، والتي تعد بديلاً محتملاً للحصول على الأوليفينات دون الحاجة للاعتماد على النفط.
{\displaystyle \mathrm {2\ CH_{3}OH\to \ CH_{3}OCH_{3}+H_{2}O\to \ (CH_{2})_{2}+2\ H_{2}O} }

### استخدامه كوقود
بسبب ارتفاع عدد سيتان مركب ثنائي ميثيل الإيثر، فإنه من المقترح استعماله كبديل للبروبان في الغاز النفطي المسال LPG، كما أن أداءه كان جيداً كمضاف في محركات الديزل.

### استخدامات أخرى
- يستخدم ثنائي ميثيل الإيثر النقي كمادة دافعة في البخاخات مثل بخاخات الشعر أو الطلاء. كما يضاف إلى الأمونياك في مزيج ثابت الغليان من أجل استخدامه كمثلّج R723.
- يستخدم مزيج من DME وغاز البروبان من أجل حل مشكلة الثآليل، وذلك بتجميدها.[9][10]